# Greatest Hits (álbum de Asia)
Greatest Hits es un álbum recopilatorio de la banda británica de rock progresivo Asia y fue publicado en el mes de septiembre del año 2000.
Este disco compilatorio fue lanzado solo en Japón, el cual contiene canciones grabadas entre 1982 y 1996 y aparecen en los primeros seis álbumes de estudio de la banda y los compilados Archiva Vol. 1, Archiva Vol. 2 y Anthology.

## Lista de canciones
| Side one |                           |                                          |          |  |
| N.º      | Título                    | Escritor(es)                             | Duración |  |
| 1.       | «Only Time Will Tell»     | Geoff Downes / John Wetton               | 4:42     |  |
| 2.       | «Don't Cry»               | Downes / Wetton                          | 3:21     |  |
| 3.       | «The Heat Goes On»        | Downes / Wetton                          | 5:02     |  |
| 4.       | «Go»                      | Downes / Wetton                          | 4:33     |  |
| 5.       | «Heat of the Moment»      | Downes / Wetton                          | 3:51     |  |
| 6.       | «Who Will Stop the Rain?» | Downes / Johnny Warman / Jane Woolfenden | 4:36     |  |
| 7.       | «Someday»                 | Downes / John Payne                      | 5:46     |  |
| 8.       | «Anytime»                 | Downes / Payne                           | 4:55     |  |
| 9.       | «Military Man»            | Downes / Payne                           | 4:13     |  |
| 10.      | «Two Sides of the Moon»   | Downes / Payne                           | 5:22     |  |
| 11.      | «Arena»                   | Downes / Payne / Andrew Herod            | 5:15     |  |
| 12.      | «The Hunter»              | Geoff Downes                             | 5:20     |  |
| 13.      | «Different Worlds»        | Downes / Payne                           |          |  |
| 14.      | «Heart of Gold»           | Downes / Payne                           | 4:45     |  |
| 15.      | «Obsession»               | Payne / Steve Rodford                    | 4:57     |  |

## Formación

### Asia
- John Wetton — voz principal (en las canciones 1 a la 5) y bajo (en las canciones 1 a la 5)
- John Payne — voz principal (en las canciones 6 a la 15), bajo (en las canciones 6 a la 15) y guitarra (en las canciones 12 y 13)
- Geoff Downes — teclados y coros
- Carl Palmer — batería (en las canciones 1 a la 7)
- Steve Howe — guitarra (en las canciones 1 a la 7)
- Al Pitrelli — guitarra (en las canciones 6, 7, 8, 9, 14 y 15)
- Michael Sturgis — batería (en las canciones 6, 7, 8, 9, 10, 11, 12 y 13)

### Músicos invitados
- Elliott Randall — guitarra (en las canciones 10 y 11)
- Aziz Ibrahim — guitarra (en las canción 11)
- Anthony Glynne — guitarra (en las canciones 14 y 15)
- Nigel Glockler — batería (en las canciones 14 y 15)
- Luis Jardim — percusiones (en las canciones 10 y 11)